# Колун

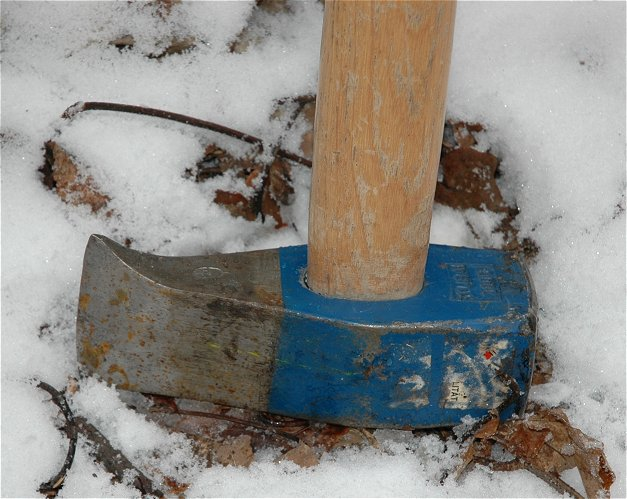
Колун со скошенным полотном.

Колу́н (топор дровяной, дровосечный, дроворубный) — разновидность топора, предназначенного для колки дров.

## История
На территории Восточной Европы колуновидные топоры появились в первой половине I тысячелетия нашей эры, и основное распространение получили во второй половине. Они отличались узким лезвием, ширина которого составляла 1/3 высоты и наличием боковых щекавиц. Позднее у славян они были вытеснены другими типами, однако у финских народов продолжали использоваться. В XII—XIII веках им на смену пришёл новый тип колунов с соотношением длины и ширины лезвия от 2 к 1 до 1,5 к 1 и без щекавиц. Помимо рабочих типов существовали уменьшенные боевые аналоги колунов, но по причине существования более удобных боевых топоров были очень редки.

## Современные колуны
В настоящее время топоры-колуны изготавливаются с массивным призматическим полотном и с тупым лезвием под углом примерно в 30°. Масса топоров, в зависимости от назначения, колеблется от 1 до 5 кг, но чаще 2—3 кг. Поскольку техника колки дров подразумевает хват рукояти двумя руками, используется топорище длиной около 80 см.

## Автоматические колуны
Также существуют полуавтоматические и автоматические колуны, предназначенные для облегчения процесса колки дров и значительного его ускорения. В движение колун может приводиться электрическим мотором, гидравлическим устройством или бензиновым двигателем.

## Галерея

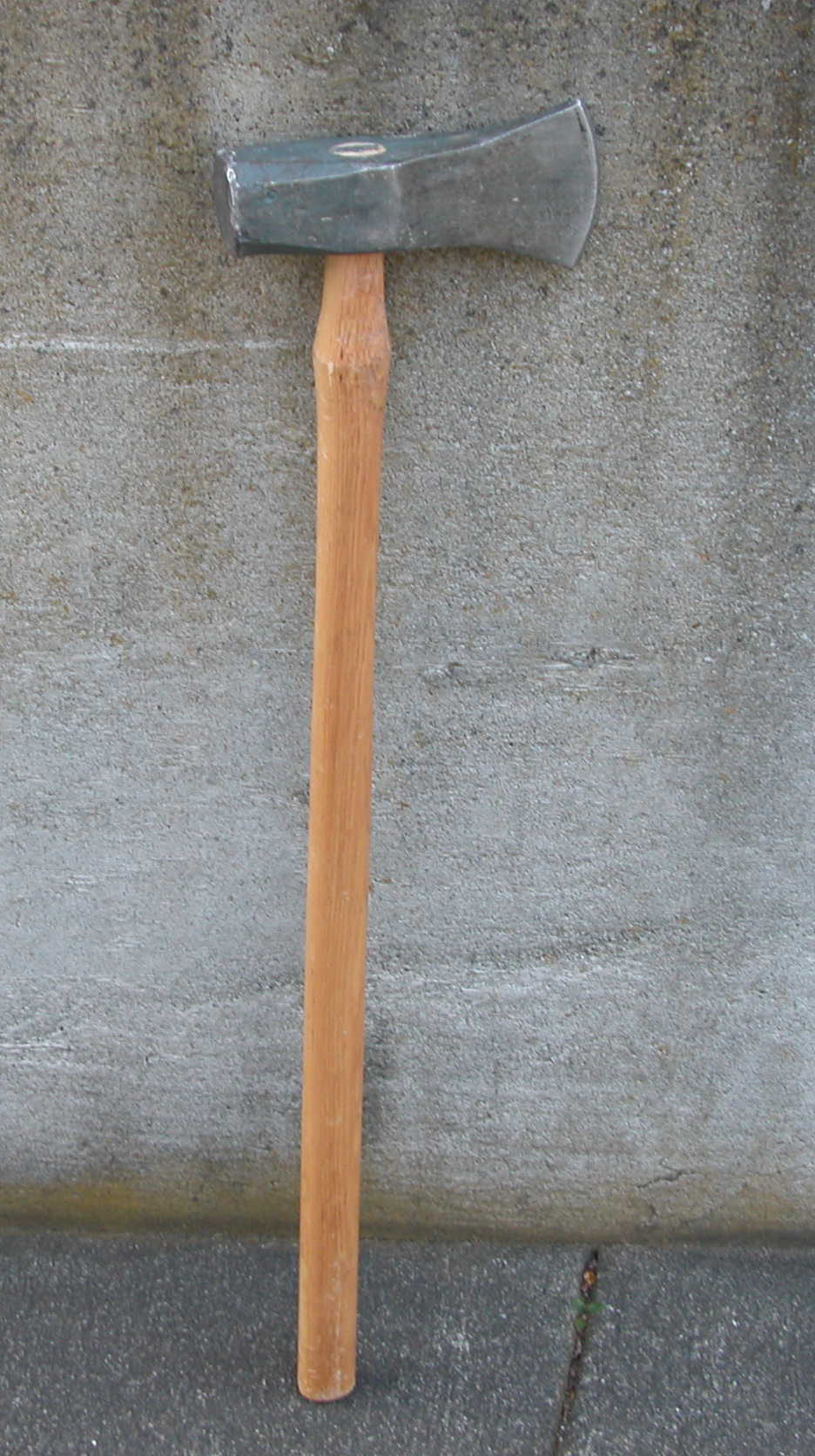
Колун с деревянным топорищем.
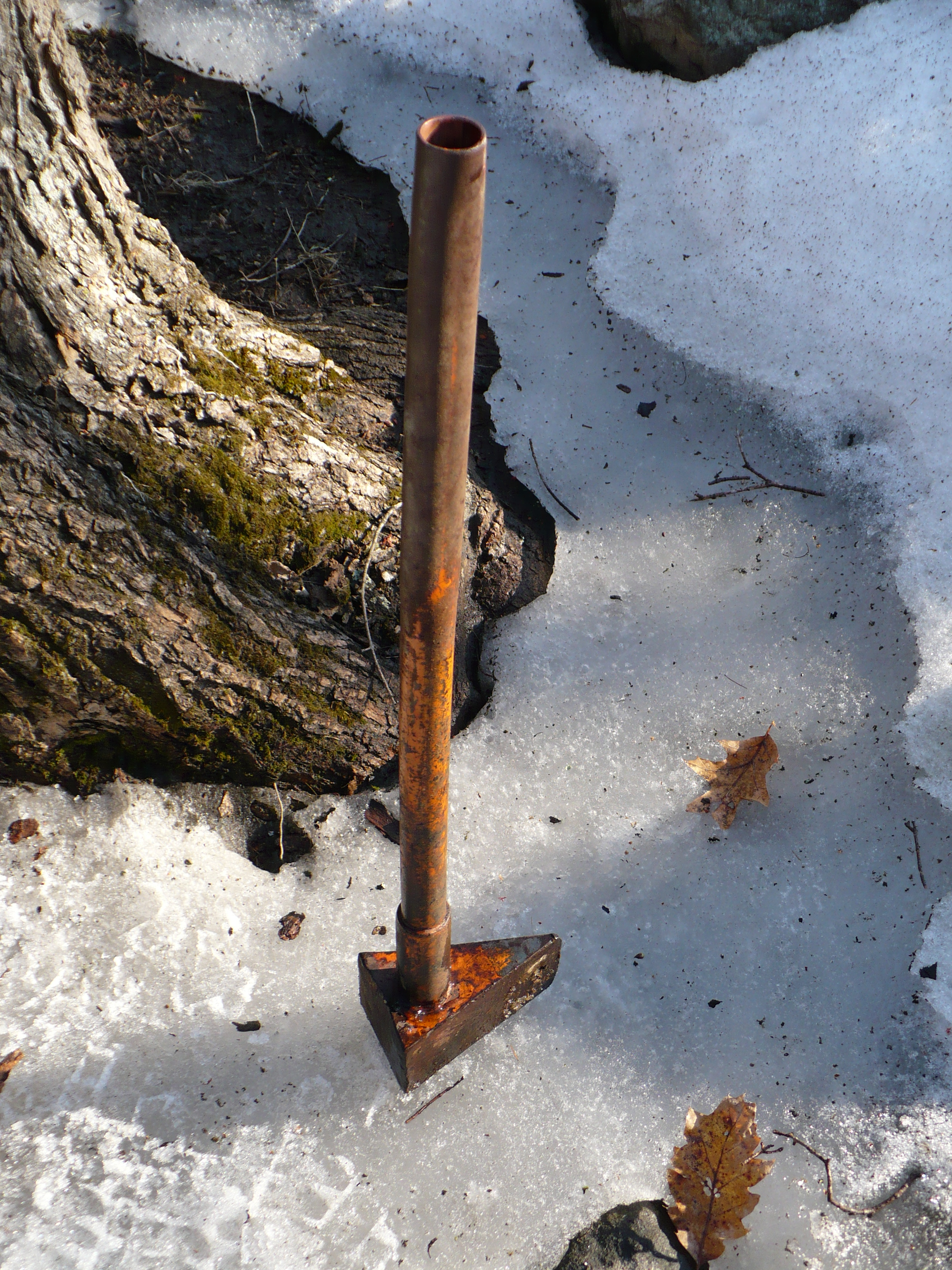
Колун с металлическим топорищем.
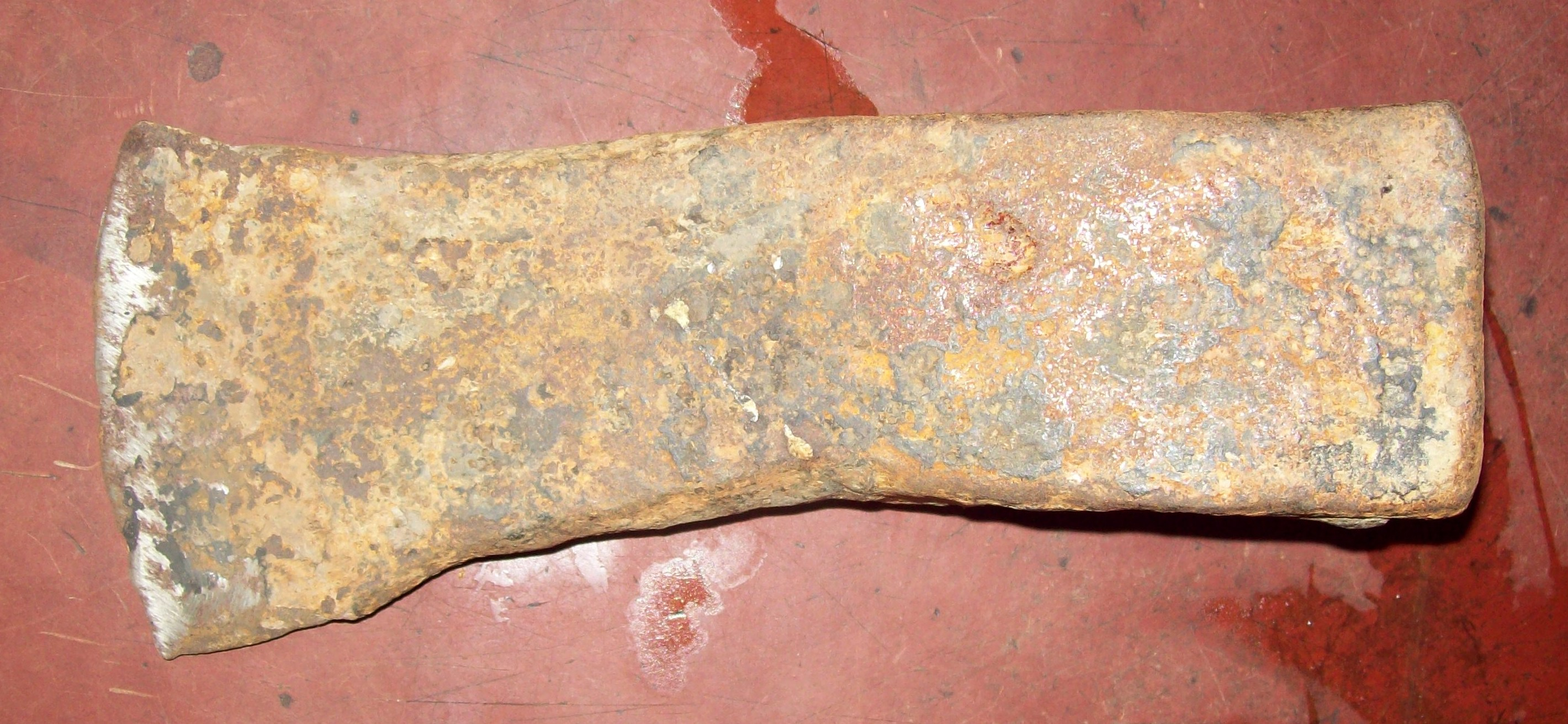
Колун массой 1,15 кг, найденный в Карпатах.
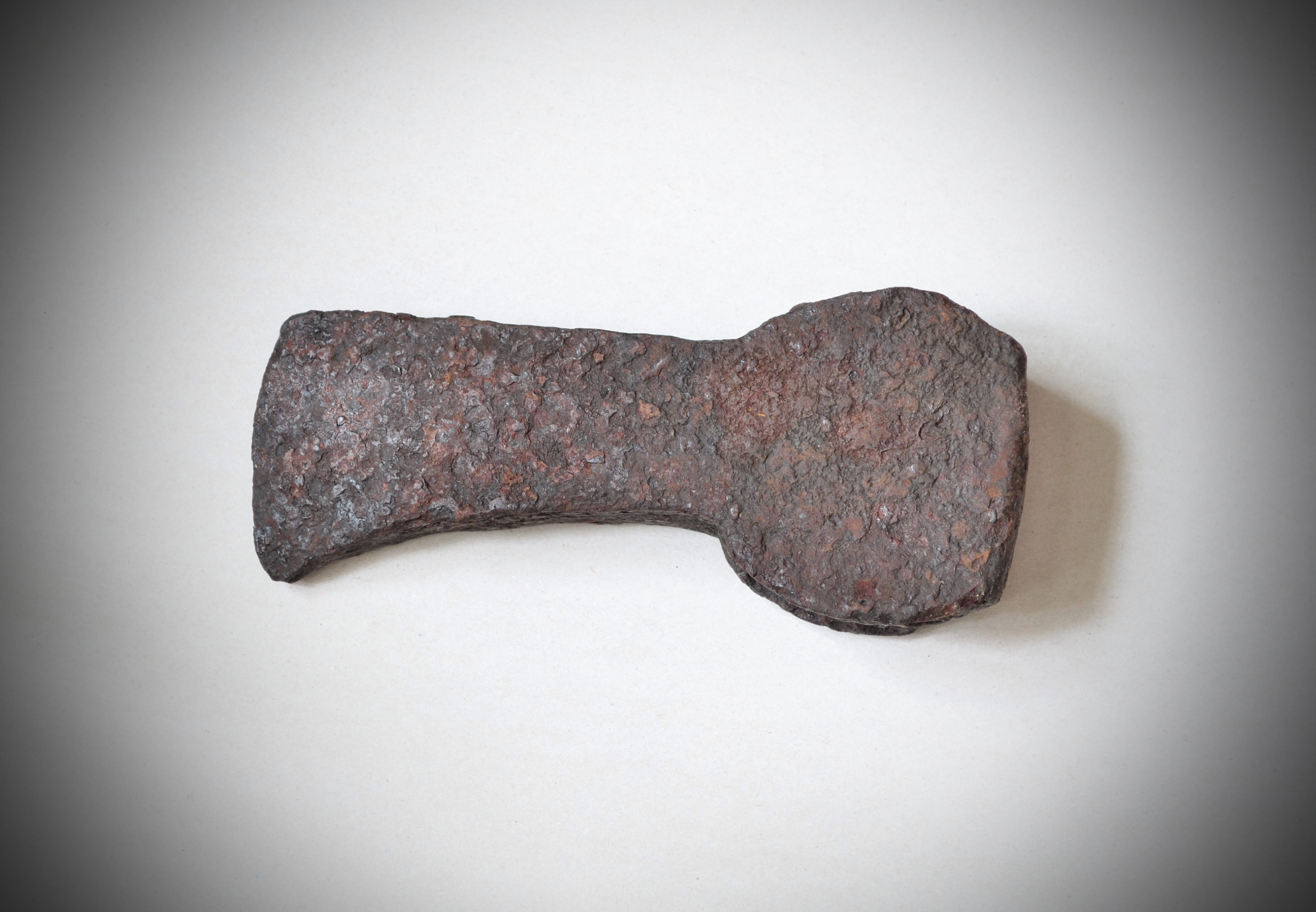
Колун, Рязанская губерния.
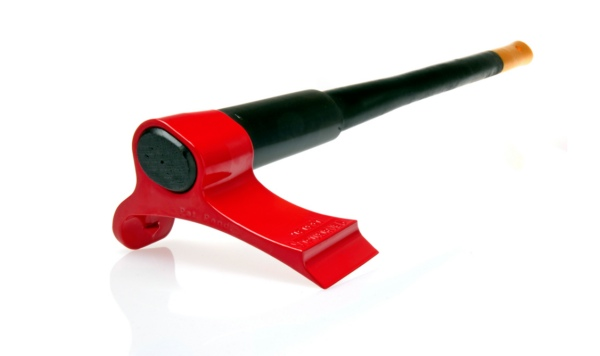
Современный колун производства компании «Vipukirves».
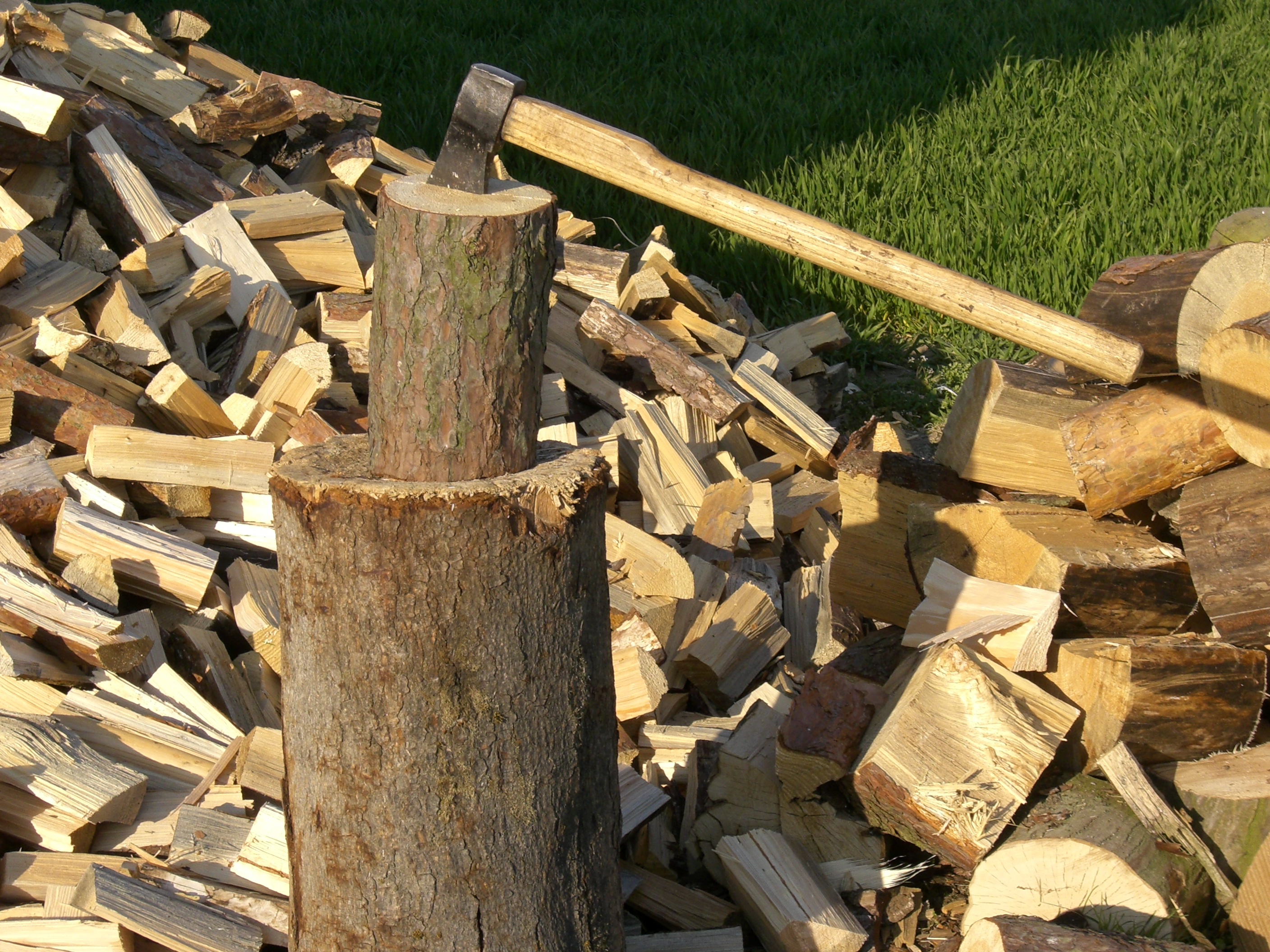
Колка дров.